# Adam Bab

Bischofswappen von Adam Bab

Adam Piotr Bab (* 30. Dezember 1974 in Lublin) ist ein polnischer Geistlicher und römisch-katholischer Weihbischof in Lublin.

## Leben
Adam Bab studierte Philosophie und Katholische Theologie am Priesterseminar in Lublin. Er empfing am 22. Mai 1999 das Sakrament der Priesterweihe.
Nach der Priesterweihe war Adam Bab als Pfarrvikar in der Pfarrei Unbefleckte Empfängnis in Lublin tätig. 2000 setzte er seine Studien an der Katholischen Universität Lublin fort, wo er 2005 im Fach Pastoraltheologie promoviert wurde. Anschließend wurde Bab Rektor der Heilig-Geist-Kirche in Kraśnik. Von 2010 bis 2014 war er Pfarrer in Końskowola, bevor er Pfarrer der Pfarrei St. Josef in Lublin sowie Direktor des diözesanen Büros für Jugendpastoral und Berater des nationalen Büros für Jugendpastoral bei der Polnischen Bischofskonferenz wurde. Außerdem ist Adam Bab seit 2011 Mitglied des Priesterrats des Erzbistums Lublin und seit 2017 Mitglied des Konsultorenkollegiums. Ferner ist er Ehrendomherr an der Johanneskathedrale in Lublin.
Am 22. Mai 2020 ernannte ihn Papst Franziskus zum Titularbischof von Arna und zum Weihbischof in Lublin. Der Erzbischof von Lublin, Stanisław Budzik, spendete ihm am 29. Juni desselben Jahres in der Johanneskathedrale die Bischofsweihe; Mitkonsekratoren waren der Apostolische Nuntius in Polen, Erzbischof Salvatore Pennacchio, und der Weihbischof in Lublin, Mieczysław Cisło.